# Нзоя
Нзоя (англ. Nzoia River) — короткая река на западе Кении. Одна из 17 рек, впадающих в озеро Виктория (бассейн Нила). Имеет наиболее равномерный сток по сезонам среди кенийских рек.
Берёт исток у уступа Элгейо, восточнее города Китале в провинции Рифт-Валли. Течёт на юго-запад и впадает в озеро Виктория с северо-востока, вблизи границы с Угандой, южнее города Порт-Виктория в округе Бусиа, восточнее островов кенийского Сумба и угандийского Сигулу, западнее города Какамега.